# Rancho Alegre d'Oeste
Rancho Alegre d'Oeste est une municipalité brésilienne située dans l'État du Paraná.